# Ailuroedus maculosus
Ailuroedus maculosus — вид горобцеподібних птахів родини наметникових (Ptilonorhynchidae). До 2016 року вважався підвидом нявкуна зеленого (Ailuroedus crassirostris).

## Поширення
Ендемік Австралії. Населяє північну частину Великого вододільного хребта західніше Інгема в Квінсленді Мешкає в тропічних та субтропічних гірських лісах.

## Опис
Птах завдовжки 29 см, вагою 140—205 г. Це птахи з масивною і пухкою зовнішністю, з маленькою та округлою головою, міцним конічним дзьобом, злегка зігнутим донизу, витягнутими і міцними ногами, довгими крилами і досить довгим, тонким і фігурним хвостом. Оперення зеленого кольору, темнішого на спині та крилах і жовтувато-зеленого на грудях і череві. На грудях, череві та крилах є білі крапки. Голова коричнево-оливкова з нечіткими світлими плямами. Біля основи дзьоба, на щоках і за оком є ділянки темно-сірого кольору. Дзьоб кольору слонової кістки з сіро-блакитними відтінками, очі темно-червоні, ноги сіро-блакитні.

## Спосіб життя
Трапляється парами або невеликими сімейними групами. Територіальний вид, активно захищає свою територію від інших птахів свого виду. Поклик нагадує жалібне нявкання кота або крик немовляти. Живиться фруктами, ягодами, насінням, бруньками, квітами, а в період розмноження комахами, дрібними безхребетними та жабами.
Утворює моногамні пари. Сезон розмноження триває з серпня по березень. Чашоподібне гніздо будує самиця в середині папороті або чагарника. У гнізді 2-3 яйця кремово-білого кольору. Інкубація триває 23-24 дні. Насиджує самиця, а самець в цей час годує і захищає її. Пташенята залишають гніздо через три тижні після вилуплення, але тримаються разом з батьками ще впродовж деякого часу.